# Kirchheim unter Teck
 (mars 2017).
Pour les articles homonymes, voir Kirchheim.
Kirchheim unter Teck est une ville située en Allemagne, dans le land du Bade-Wurtemberg.

## Histoire
Kirchheim est mentionnée pour la première fois en 960 , elle devient, par échange avec le Diocèse de Coire, la propriété  de l'empereur Otton Ier du Saint-Empire.
L'industrie textile s'y développe au XVIIIe siècle.
En 1864, Kirchheim est reliée au premier chemin de fer privé dans Wurtemberg, la ligne Unterboihingen-Kirchheim.
Après la Seconde Guerre mondiale, la population de la ville est augmentée par l'afflux de réfugiés et de personnes déplacées. En 1948, elle dépasse les 20 000 habitants.
Depuis la réforme de 1973, Kirchheim unter Teck appartient à l'arrondissement d'Esslingen.
| Appartenances historiques Duché de Zähringen 1100-1186 Duché de Teck 1186-1303 Duché d'Autriche 1303-1386 Comté de Wurtemberg 1386-1442 Comté de Wurtemberg-Stuttgart 1442-1482 Comté de Wurtemberg 1482-1495 Duché de Wurtemberg 1495-1803 Électorat de Wurtemberg 1803–1806 Royaume de Wurtemberg 1806–1918 République de Weimar 1918–1933 Reich allemand 1933–1945 Allemagne occupée 1945–1949 Allemagne 1949 jusqu'à présent |

## Démographie
La population de Kirchheim unter Teck est en constante augmentation,.
| 1951 | 34,000 |
| 1954 | 34,500 |
| 1958 | 35,000 |
| 1960 | 35,500 |
| 1962 | 36,000 |
| 1964 | 36,500 |
| 1966 | 37,000 |
| 1967 | 37,500 |
| 1970 | 38,000 |
| 1991 | 38,500 |
| 1994 | 39,000 |
| 2002 | 39,500 |
| 2017 | 40,000 |
| 2020 | 40,500 |

La proportion d'hommes et de femmes en 2021 est très équilibrée.
| Homme | 20,105 | 50% |
| Femme | 20,507 | 50% |

### Nombre d'habitants par tranche d'âge
| 0-14 ans  | 5,716 |
| 15-29 ans | 6,325 |
| 30-44 ans | 7,713 |
| 45-59 ans | 8,485 |
| 60-74 ans | 7,662 |
| 75-89 ans | 4,125 |
| 90+ ans   | 496   |

## Trafic
La Bundesautobahn 8 (Karlsruhe - Munich) traverse la ville au sud. 
Kirchheim peut être atteinte via les échangeurs Kirchheim-Ouest et Kirchheim-Ost. 
La Bundesstraße 297 Lorch-Tübingen) passe à travers la ville. 
Dans Kirchheim, commence la Bundesstraße 465 au sud par la vallée de Lenningen à Leutkirch im Allgäu.

## Installations publiques
La bibliothèque publique sur le Krautmarkt comprend un stock de 64 600 médias. 281 000 objets ont été empruntés en 2012.

## Économie[réf.nécessaire]
La ville a été le siège de plusieurs entreprises aujourd'hui disparues : la fabrique textile Kolb & Schüle, l'usine de brides Emil Helfferich, l'usine des machines Kirchheim, la fonderie Grüninger und Prem, la papeterie Otto Ficker ou encore l'usine d'armement Messerschmitt-Bölkow-Blohm.
En 2006, Kirchheim abrite encore le fabricant de sièges Recaro, Graupner (modélisme), le fabricant des stocks migrateurs et des bâtons de ski LEKI, et le fabricant de planeurs Schempp-Hirth.

## Jumelages
La ville est jumelée avec  Rambouillet (France) depuis 1967 et  Kalocsa (Hongrie) depuis 1986.

### Villes marraines
Elle a pour villes marraines  Freiwaldau-Gräfenberg (Tchéquie) depuis 1953 et  Bulkes (Serbie) depuis 1966.

## Monuments
L'un des plus remarquables est cette maison à colombages de 1538, dite « Altes Haus », une ancienne auberge.

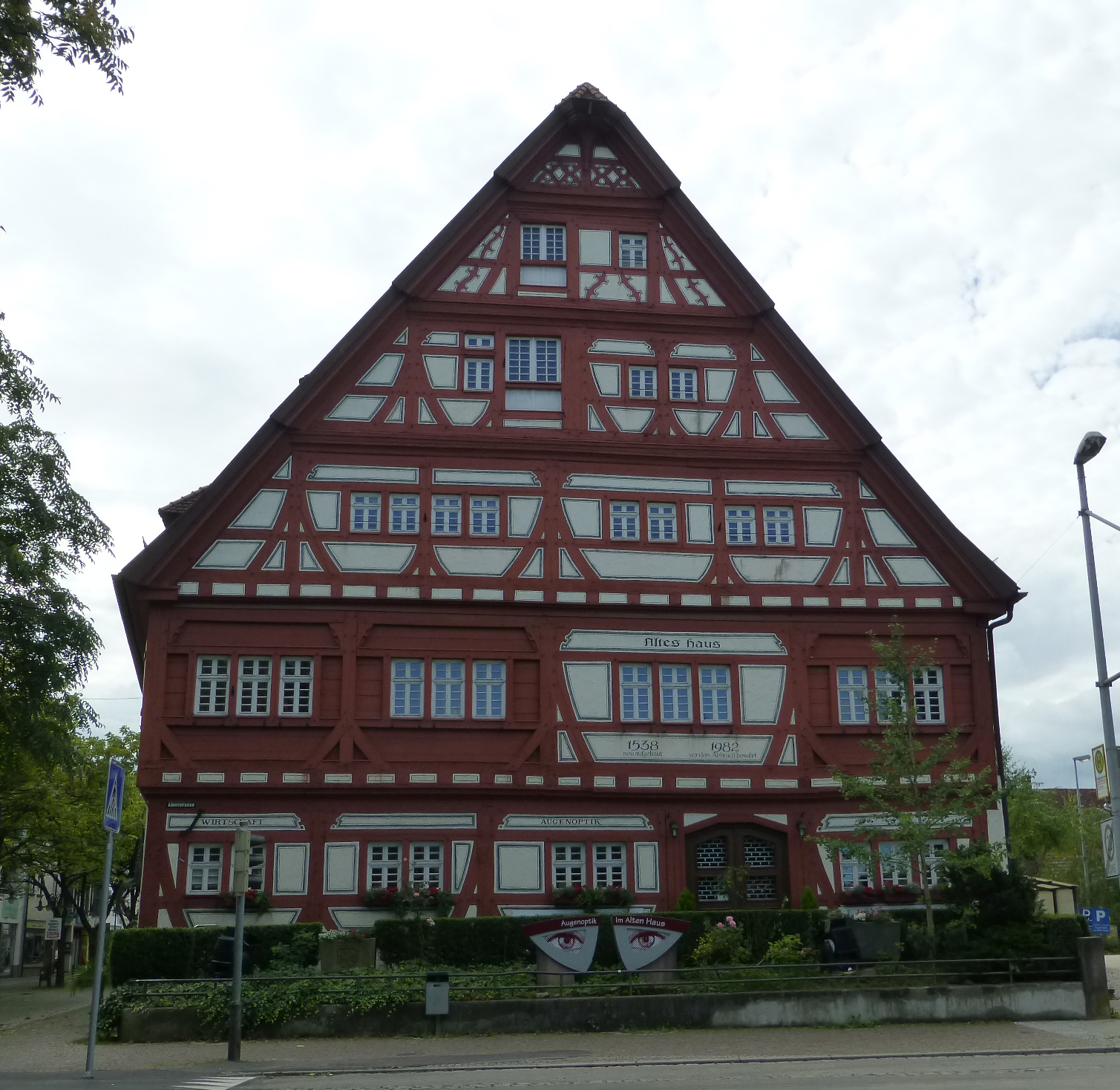
Altes Haus de 1538.

## Personnalités liées à la commune[réf.nécessaire]
Diverses personnalités sont liées à la commune : Eugen Gerstenmaier (1906-1986), homme politique (CDU) au Bundestag, Président de Bundestag et un combattant actif de la résistance au Troisième Reich ; Klaus Croissant (1931-2002), avocat, qui fut le défenseur de Andreas Baader ; et deux vététistes : Lado Fumic (1976), et Manuel (Filip) Fumic (1982), qui fut champion du Monde et de l'Olympe.